# پرسی چمپیون
پرسی چمپیون (انگلیسی: Percy Champion؛ مارس ۱۸۸۷ – ۱۹۵۷ (۶۹−۷۰ سال)) بازیکن فوتبال بود.
از باشگاه‌هایی که در آن بازی کرده‌است می‌توان به باشگاه فوتبال ووکینگ و باشگاه فوتبال فولام اشاره کرد.